# Ciudad Tunal
Ciudad Tunal, conocido también únicamente como El Tunal, es un barrio de la UPZ 42 perteneciente la localidad de Tunjuelito, del Sur de Bogotá y al Centro de su Localidad.

## Toponimia
Las unidades, llamadas como los departamentos del país en homenaje a Colombia, ya que iba a llegar gente de diferentes lugares del país. Fue construido como un proyecto de vivienda de interés social por el Banco Central Hipotecario (BCH), y fueron organizadas en orden alfabético. El primer sector está compuesto por los multifamiliares Antioquia, Atlántico, Bolívar, Boyacá, Caldas, Caquetá, Cauca, Cesar, Chocó y Cundinamarca. Y en el segundo sector están Huila, Guajira A, Guajira B, Magdalena, Norte de Santander, Nariño, Meta, Quindío y Risaralda. El tercer sector fue vendido a varias constructoras por lo que los nombres de los multifamiliares llegaron hasta Quindío y Risaralda.

## Historia
En el terreno en el que se encuentra Ciudad Tunal existió la Hacienda Los Trigales, donde se sembraba trigo, cebada y avena y había un humedal.
En 1970 se funda el Parque Metropolitano El Tunal, que fue visitado por Juan Pablo II en 1986 y ofició una misa campal en este escenario.
En 1983, Dora Cadavid de Sierra, dueña de la Hacienda, entregó su propiedad al Instituto de Crédito Territorial y posteriormente los terrenos fueron adquiridos por el gobierno a través de los bonos pensionales del seguro social. Es el primer barrio de Bogotá en usar la energía solar en los calentadores.
La primera etapa se construyó entre 1984 y 1986, y la segunda a partir de 1988.
En 1984 se inicia la construcción del Centro Comercial Ciudad Tunal que fue inaugurado el 16 de diciembre de 1986.
En 1990 abre sus puertas el Hospital El Tunal.
El barrio fue legalizado bajo la resolución 376 del 29 de mayo de 1992.
La Biblioteca El Tunal fue inaugurada en 2001 y en 2014 pasa a llamarse Biblioteca Pública Gabriel García Márquez, para homenajear al escritor y Premio Nobel colombiano.
En 2002 inicio operaciones el Portal Tunal de Transmilenio y en el 2019 es inaugurado el Transmicable que comunica al Tunal con Ciudad Bolívar.

## Geografía
De carácter plano, está a orillas del río Tunjuelo y  es totalmente urbano. La única zona verde es el Parque Metropolitano El Tunal. Su clima es desértico y no recibe mucha lluvia en el año.
Comprendido en tres sectores: Norte (llamado Tunal Oriental), Tunal Antiguo y El Parque. A su vez está dividido en pequeños sectores como Tunal Reservado, Parque Real y Condados de Santa Lucía.

## Barrios vecinos
Al Norte
- Claret

Al Sur
- Tejar de Ontario

Al Occidente
- El Carmen
- San Vicente
- Samore

Al Oriente
- San Carlos
- Santa Lucía

## Actividades socioeconómicas
De estrato tres (3), es un barrio residencial, comercial y de servicios. Cuenta con el Centro Comercial Ciudad Tunal (inaugurado en 1986) y por algunas tiendas minoristas de los alrededores de este.

## Sitios importantes
- Parque Metropolitano El Tunal y los 17 parques de bolsillo del barrio.
- Biblioteca El Tunal o Biblioteca Pública Gabriel García Márquez[7]
- Portal Tunal
- Centro Comercial Ciudad Tunal[8]

## Infraestructura
- Religiosa: Parroquia de San Sebastián (católica) e Iglesia Bautista del Tunal (protestante)

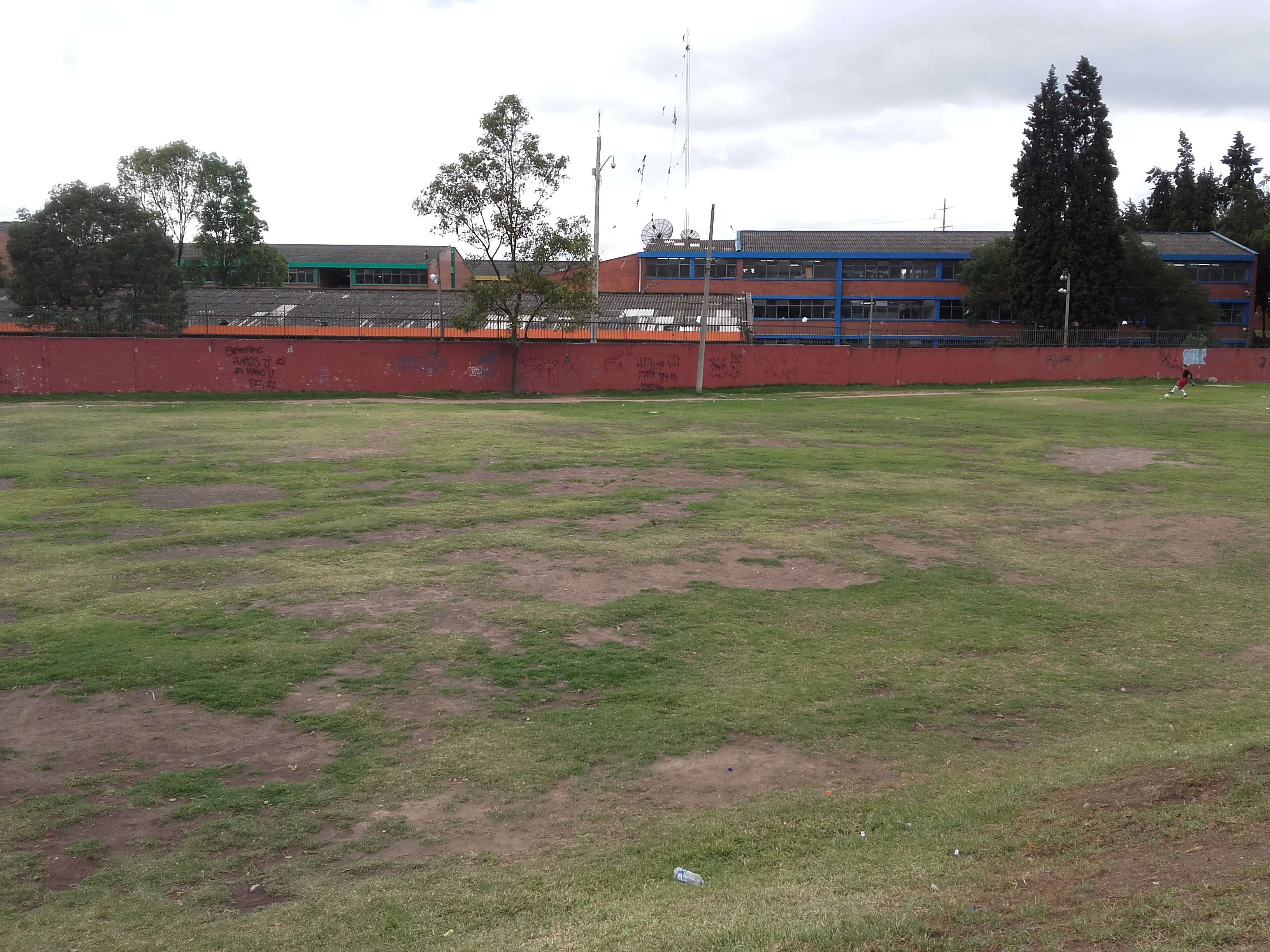
Educativa: INEM Santiago Pérez, IED José María Córdoba (públicas), Liceo Campo David (privado), Colegio Internacional Camino a la Cima (privado, antes Ronditas del Tunal) y Carlos V (privado)
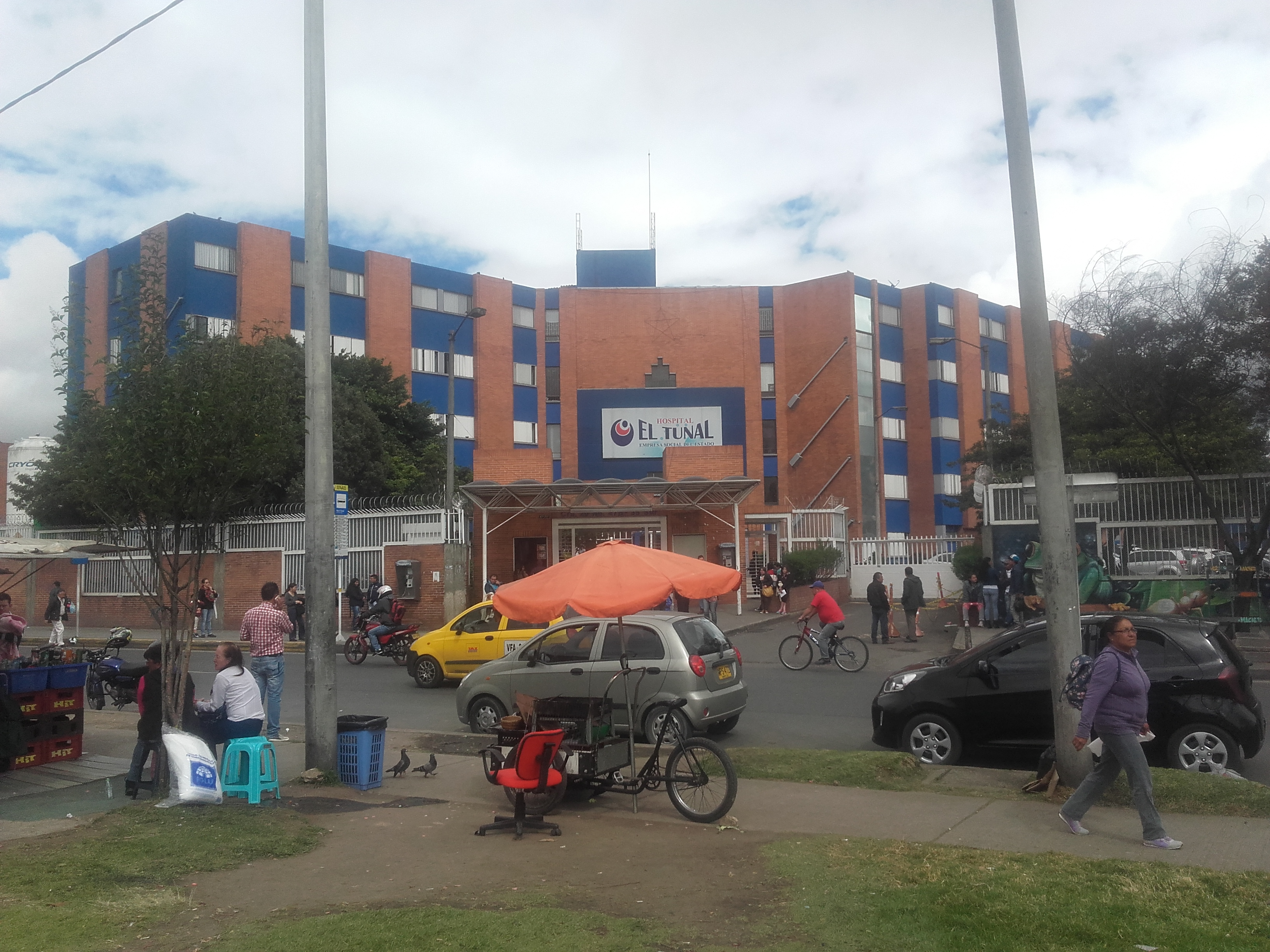
Sanitaria: Hospital El Tunal
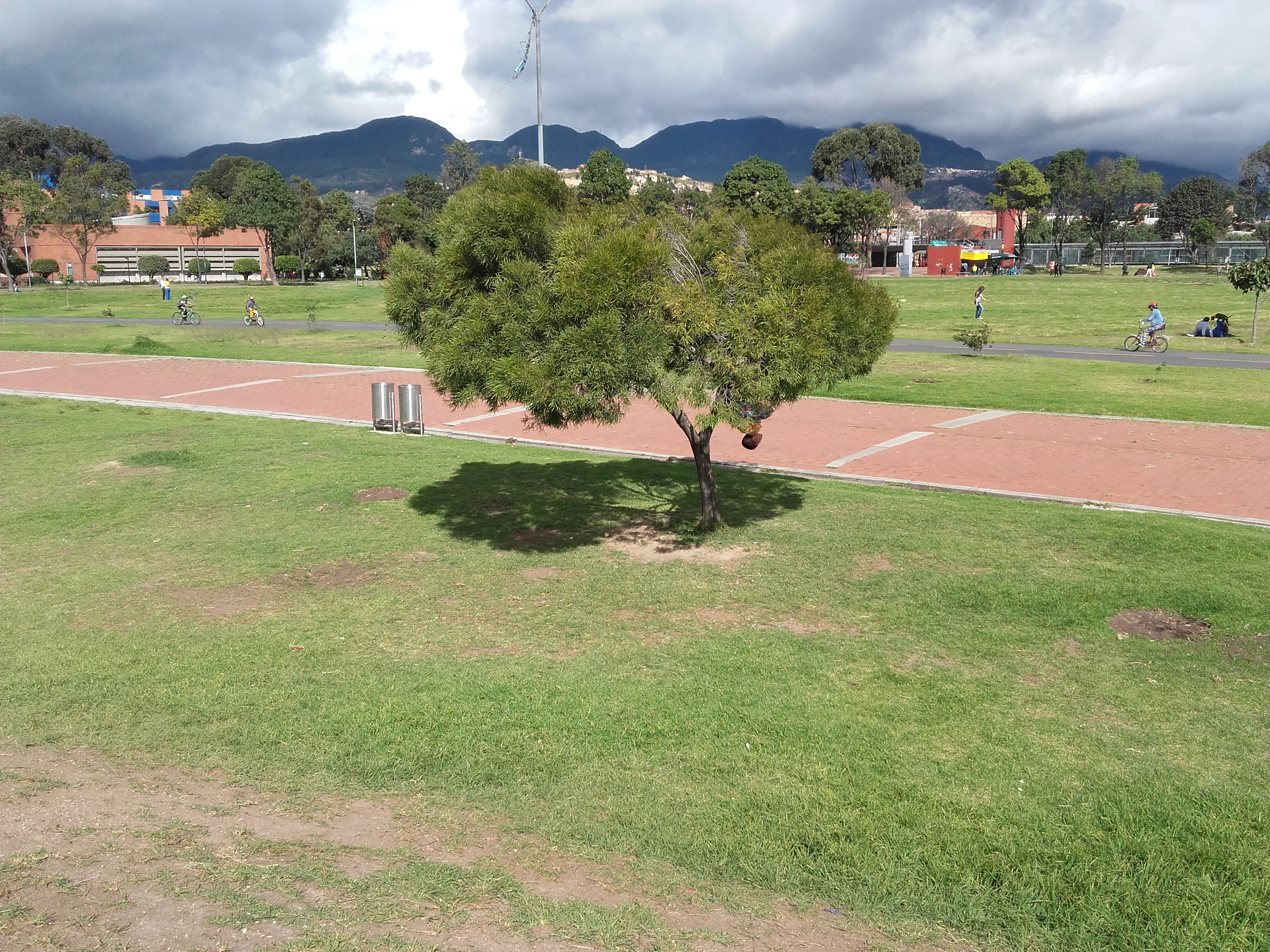
Seguridad: CAI El Tunal  - INEM Santiago Pérez El Tunal
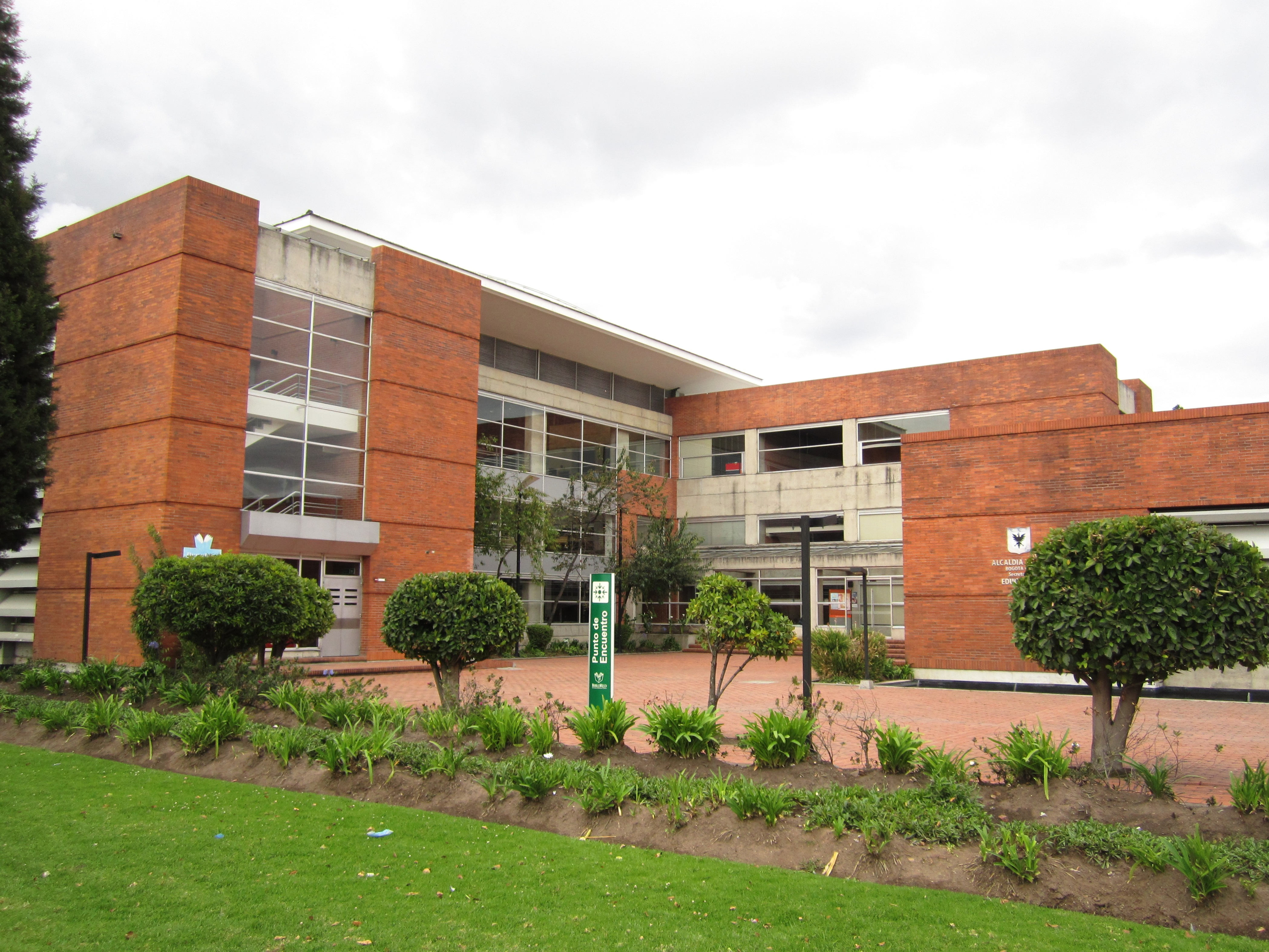
Biblioteca El Tunal
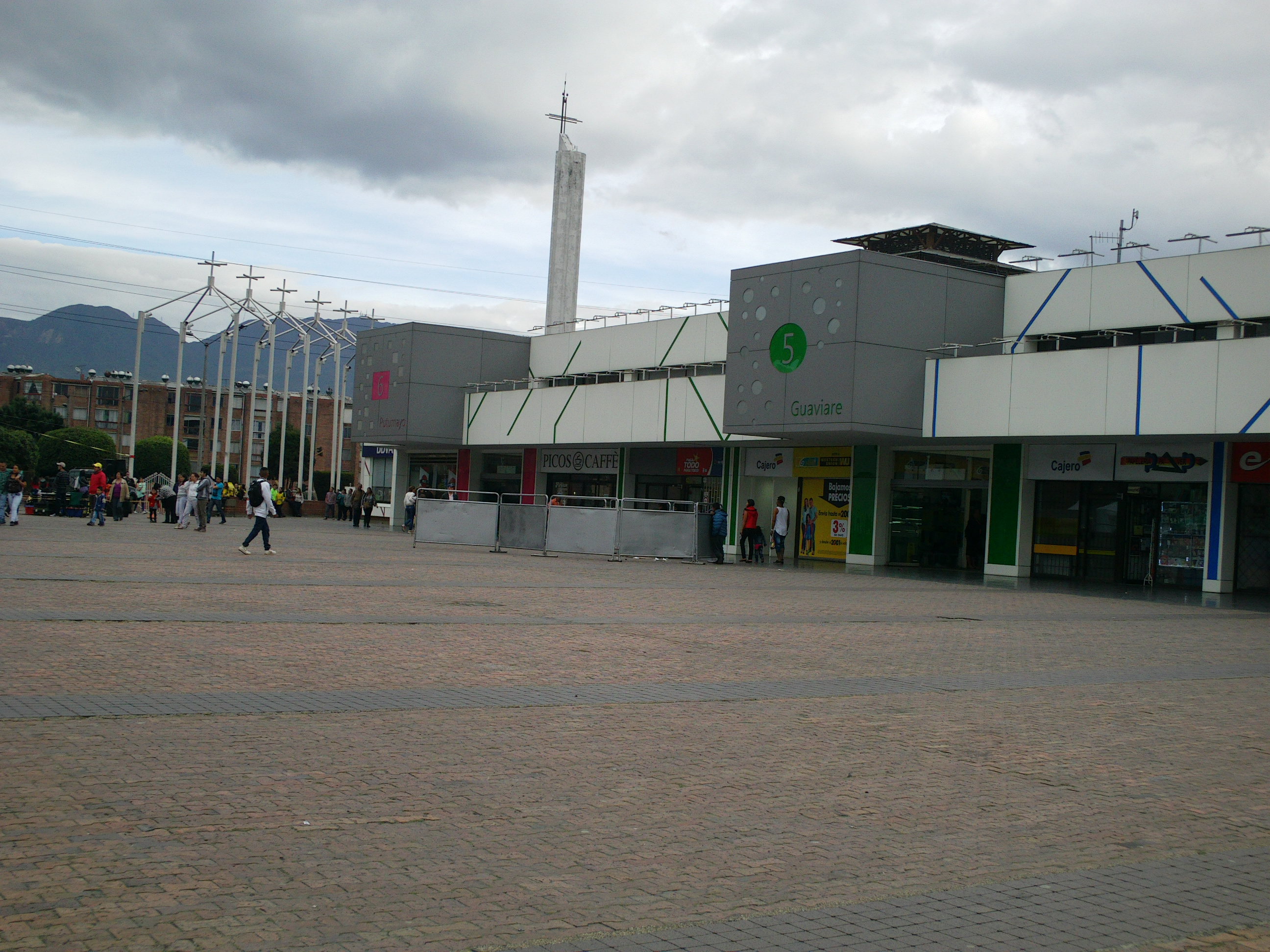
Centro Comercial Ciudad Tunal
  - Hospital El Tunal
  - Parque Metropolitano El Tunal
  - Biblioteca El Tunal
  - Centro Comercial Ciudad Tunal

## Acceso y vías
- Avenida Ciudad de Villavicencio (estaciones Biblioteca, Parque y Portal Tunal del sistema TransMilenio).Portal Tunal
- Avenida Boyacá

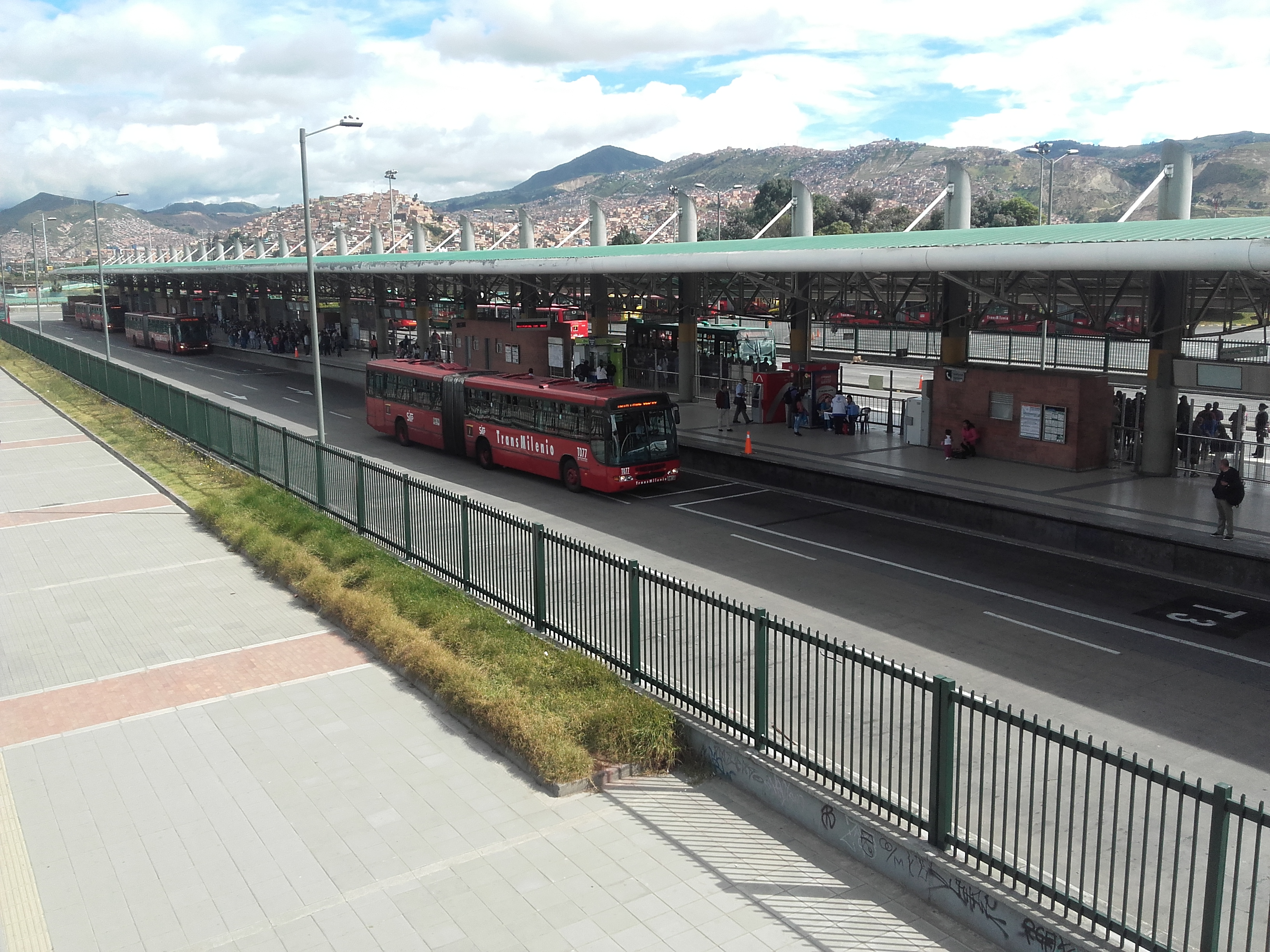
Portal Tunal

- Avenida Mariscal Sucre (Carrera 24)
- Calle 48 Sur
- Calle 47 Sur
- Carrera 25
- Avenida Caracas

Exceptuando la primera, todas cuentan con servicio de buses del Sitp con destinos al sur, occidente y centro de Bogotá. Éste cuenta con el servicio de transmilenio con el Portal Tunal y el alimentador 7-2 Tunal de la estación Calle 40 Sur.